# Brad Dalton
Bradley Dalton (* 12. September 1959 in Sydney) ist ein ehemaliger australischer Basketballspieler.

## Spieler
Dalton betrieb als Jugendlicher Schwimmen, Australian Football und Rugby, ehe er sich dem Basketballsport widmete. Er war in der Altersklasse U20 Auswahlspieler des Bundesstaates New South Wales und Australiens. Mit den City of Sydney Astronauts nahm er ab 1979 am Spielbetrieb der gerade neugeschaffenen National Basketball League (NBL) teil, erzielte in seinem ersten NBL-Jahr im Schnitt 8,6 Punkte je Begegnung.
1982 gewann er mit den West Adelaide Bearcats den NBL-Meistertitel und trug auf dem Weg zu diesem Erfolg in 27 Saisoneinsätzen im Schnitt 8,5 Punkte bei. Insgesamt bestritt er in der Liga 290 Spiele. Seinen besten Saisonpunktedurchschnitt in der NBL erreichte Dalton 1986 als Spieler der Geelong Supercats (14,2 Punkte/Spiel).

### Nationalmannschaft
1984 und 1988 nahm Dalton mit der australischen Mannschaft an den Olympischen Sommerspielen sowie 1982 und 1986 an Weltmeisterschaften teil. Seine besten Werte bei diesen internationalen Wettkämpfen erreichte er in zwei wichtigen Statistiken jeweils bei Olympia 1984 (6,7 Punkte und 4,3 Rebounds/Spiel). An den Sommerspielen 1984 nahmen auch sein Bruder Mark und seine Schwester Karen (beide ebenfalls im Basketball) teil. Es war das erste Mal, dass drei australische Geschwister gleichzeitig zur Olympiamannschaft des Landes zählten.

## Trainer
Ab 1984 und somit bereits neben seiner Spielertätigkeit war Dalton in Geelong Jugendtrainer. Im Anschluss an seinen Rücktritt als Spieler im Jahr 1991 blieb er der Sportart als Jugendtrainer verbunden. 2013 wurde er in die Ruhmeshalle des Basketballverbands des Bundesstaates New South Wales und 2019 des australischen Basketballverbands aufgenommen.